# Iberka vždyzelená
Iberka vždyzelená (Iberis sempervirens) je suchomilná rostlina, vytrvalá stálezelená bylina z čeledi brukvovité (Brassicaceae), tvořící porosty s vystoupavými hroznovitými květenstvími s bílými květy. Iberka vždyzelená se v ČR pěstuje jako okrasná rostlina, ale pochází z oblasti jižní Evropy, severní Afriky a jihozápadní Asie.

## Popis
Vytrvalá stálezelená bylina. Vytváří zapojené porosty 25–30 cm vysoké, lodyhy jsou vystoupavé, listy střídavé, přisedlé, úzce kopisťovité, až 6 mm dlouhé a 3–5 mm široké, celokrajné. Kvete v dubnu až květnu, někdy opakuje kvetení na podzim. Květy jsou bílé, čtyřčetné. Plody dozrávají v oválné, široce křídlaté šešulky, jež bývají 6–7 mm dlouhé.

## Použití
Pěstuje jako trvalka nebo skalnička v záhonech nebo skalkách, hodí se také na suché zídky, střešní zahrady či do spár, samostatně i v kombinaci s dalšími skalničkami. Vyžaduje slunné stanoviště nebo polostín a propustné půdy. Jsou vyšlechtěny zahradní kultivary.

## Choroby a škůdci
Dřepčík zelný, padlí, plíseň šedá, plži, háďátka.